# Compsoleon bembicidis
Compsoleon bembicidis är en insektsart som beskrevs av Tim R. New 1985. Compsoleon bembicidis ingår i släktet Compsoleon och familjen myrlejonsländor. Inga underarter finns listade i Catalogue of Life.